# Corus lesnei
Corus lesnei är en skalbaggsart som först beskrevs av Stefan von Breuning 1936.  Corus lesnei ingår i släktet Corus och familjen långhorningar. Inga underarter finns listade i Catalogue of Life.